# René Gâteaux
René Eugène Gâteaux (Vitry-le-François, 5 maggio 1889 – Rouvroy, 3 ottobre 1914) è stato un matematico francese, conosciuto per la derivata di Gâteaux. La maggior parte dei suoi lavori furono pubblicati postumi da Paul Lévy, poiché Gateaux morì durante la prima guerra mondiale.